# NGC 2505
NGC 2505 je galaksija u zviježđu Risu.

## Vanjske poveznice
- SEDS: NGC 2505